# طعم (صيد الأسماك)

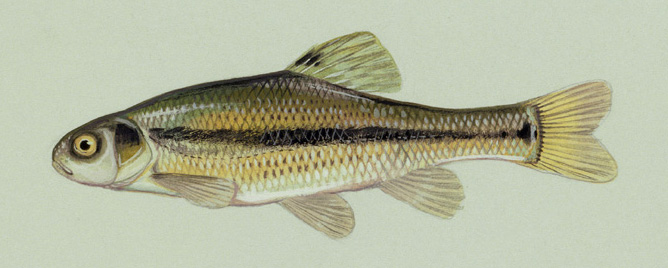
من الشائع استعمال سمكة طعم من هذا النوع (الإسم العلمي : Pimephales promelas)

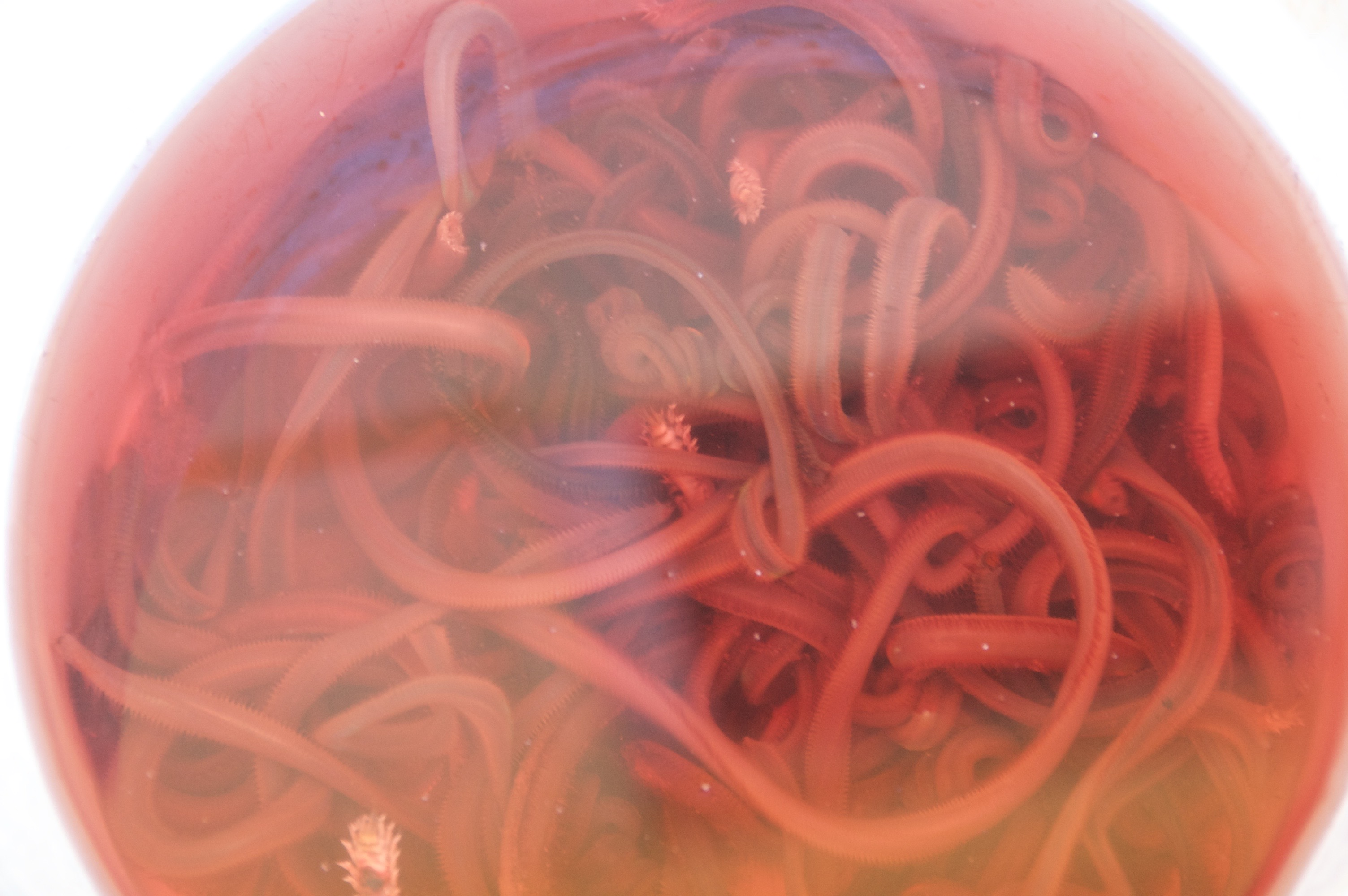
ديدان الشاطئ الأسترالية جاهزة للاستخدام كطعم

طعم صيد الأسماك هو أي مادة أو غرض يستخدم لجذب الأسماك من أجل اصطيادها، على سبيل المثال عند استعمال خطاف الصيد، أو داخل فخاخ الأسماك. تقليديا، تم استخدام ديدان الأرض الشائعة والحشرات والديدان وأسماك الطعم الصغيرة حجما كطعم لإصطياد الأسماك. كما وقد بدأ الصيادون باستخدام الطعم البلاستيكي، وفي الآونة الأخيرة، يتم استعمال طعم جذب إصطناعي إلكتروني لجذب الأسماك.
تظهر الدراسات أن الطعم الطبيعي مثل أسماك من نوع بهاريات والروبيان، يتم التعرف عليه أكثر من قبل الأسماك وتتقبله بجاهزية أكبر. الأنواع المستهدفة من الأسماك، المخطط إصطيادها، وموطنها، هي العوامل الأساسية التي تملي أي من التقنيات المختلفة التي قد يختارها الصياد من أجل القيام بإصطياد تلك الأسماك. يمكن فصل أنواع الطعم إلى فئتين رئيسيتين: الطعم الاصطناعي والطعم الطبيعي.

## الطعم الاصطناعي

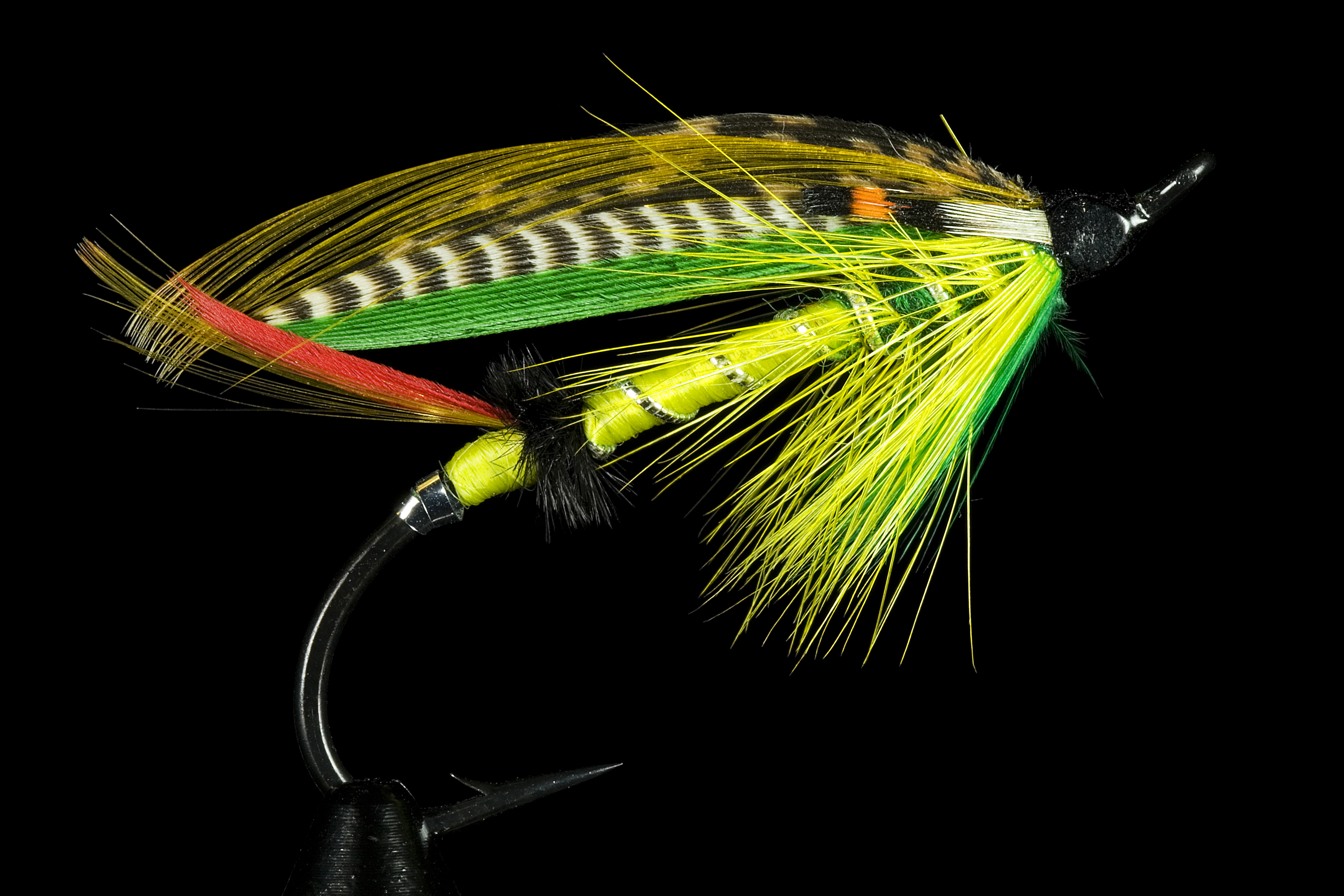
طعم 'ذبابة-حشرة' (إسم نوعه بالإنجليزية : Green Highlander) ، هو طعم عبارة عن 'ذبابة' (حشرة) إصطناعية تستخدم لجذب سمك السلمون وصيده.

يعد استخدام طعم الجذب الإصطناعي طريقة شائعة لاصطياد الأسماك المفترسة. طعم الجذب الإصطناعي هو طعم إصطناعي مصمم ليشبه مظهر وحركة الفريسة، التي عادة ما تكون أسماك صغيرة. قد يتطلب الأمر لأن يقدم الطعم هذا عرضًا متخصصًا ومعين لإضفاء ولإيحاء حركات التي من شأنها أن تجذب الأسماك، على سبيل المثال، في الصيد 'بالذباب-الحشرات' الإصطناعية. من الطرق الشائعة لصيد الأسماك بواسطة استعمال دودة بلاستيكية ناعمة هي طريقة صيد تكساس. 

## الطعم الطبيعي

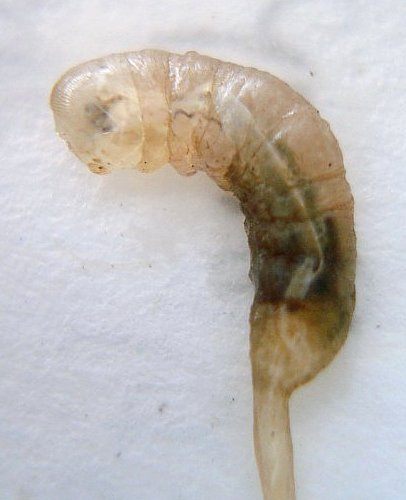
يرقة ذيل الجرذ تستخدم كطعم سمك، ويعد إستعمالها واسع الإنتشار والشعبية.

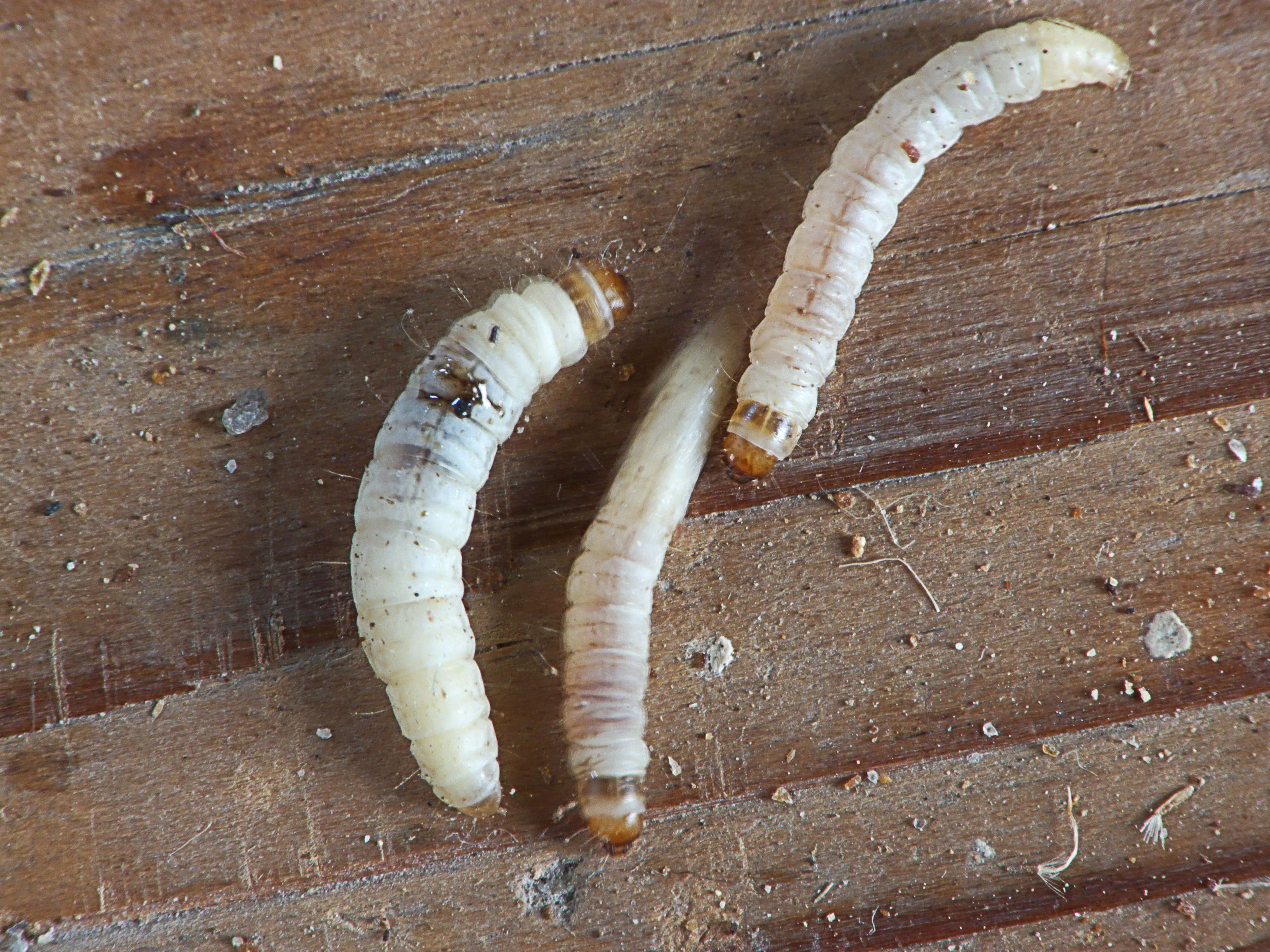
يتم استخدام يسروع عثة الشمع الأصغر كطعم لصيد أسماك السلمون المرقط.

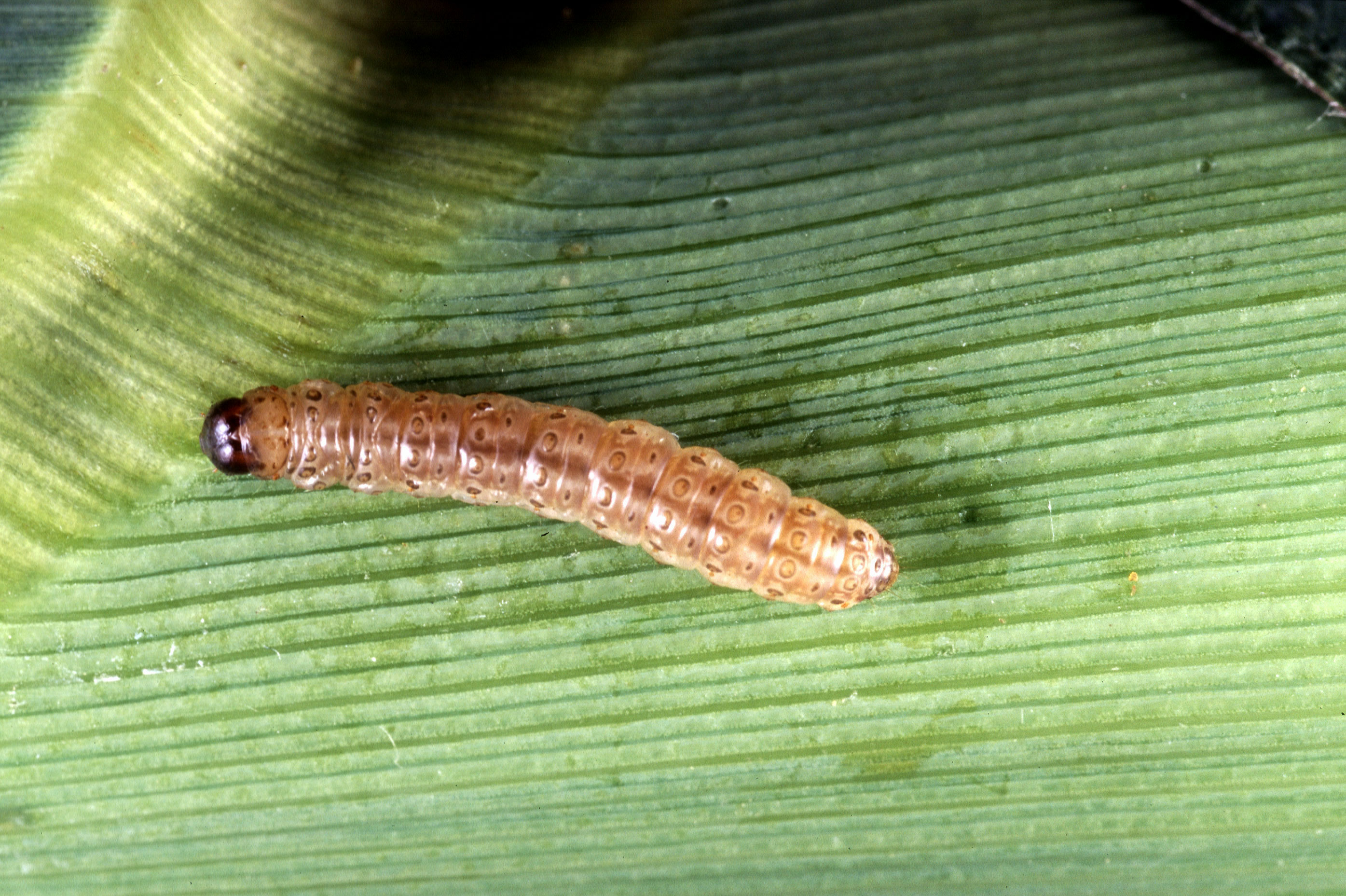
يسروع حفار الذرة تعتبر أيضا طعم ممتاز عند صيد أسماك السلمون المرقط.

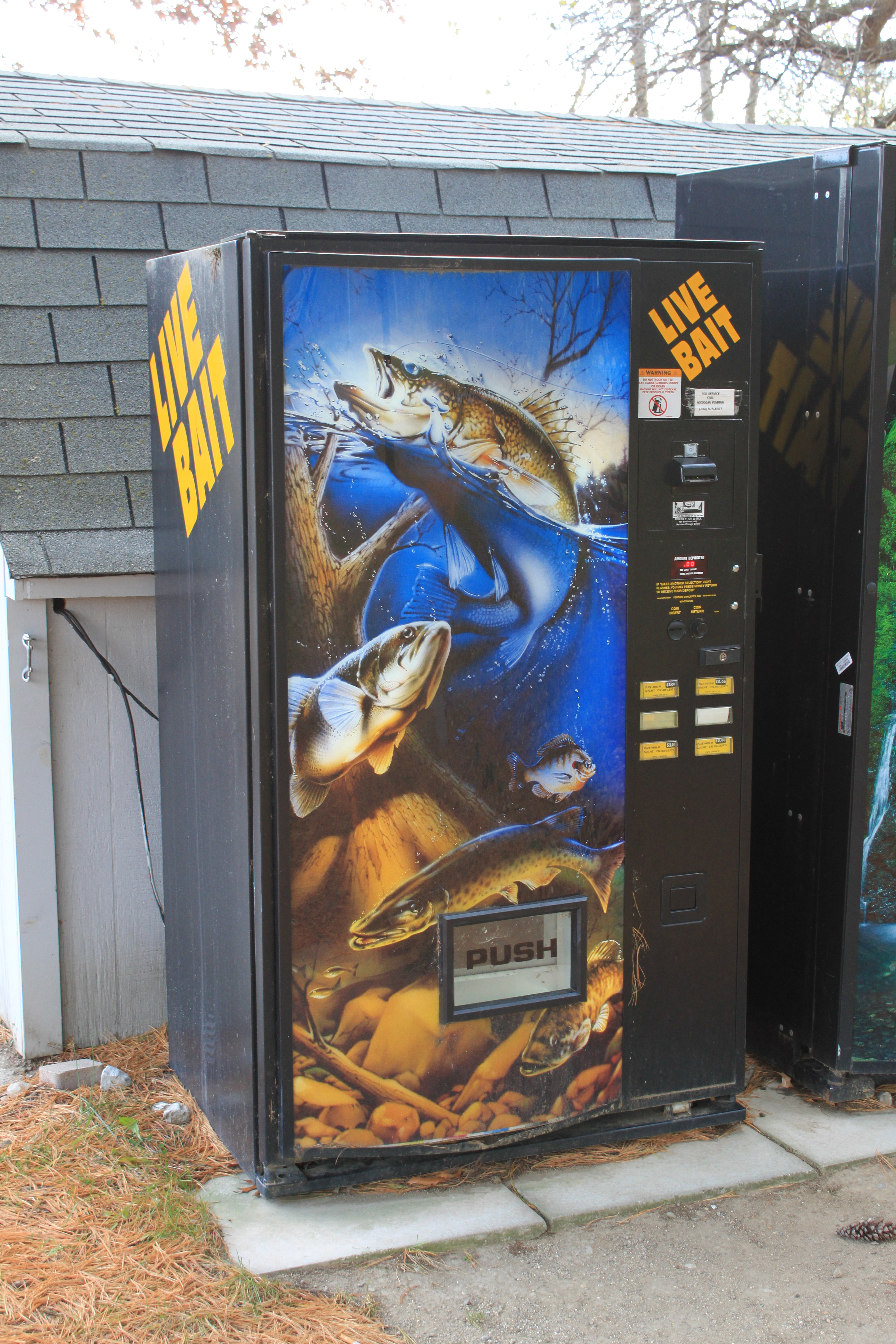
آلة بيع الطعم الحي، منطقة الترفيه برايتون ، ميشيغان

يستخدم الصيادون عند الصيد باستعمال الطعم الطبيعي، مع استثناءات قليلة، أنواع أسماك التي تعتبر أسماك فريسة شائعة، وتستعمل كجاذب لجذب الأسماك المخطط إصطيادها. قد يكون الطعم الطبيعي المستخدم حياً أو ميتاً. الطعوم الطبيعية الشائعة التي تستعمل تشمل الديدان الأرضية، علقيات (ولا سيما العلق الذي يستعمل كطعم من نوع علق ( الإسم العلمي: Nephelopsis obscura)، شبوطيات، الضفادع، السلمندر، والحشرات. الطعوم الطبيعية تكون فعالة بسبب بنيتها ونسيجها ورائحتها ولونها. من المعروف أن الجبن أنه طعم ناجح للغاية، والسبب هو رائحته القوية وألوانه الفاتحة.

### الديدان
ديدان الأرض الشائعة هي طعم عالمي لصيد الأسماك في المياه العذبة. اليرقات والنغفة هي أيضا طعم ممتاز عند صيد أسماك السلمون المرقط. كما وتستخدم الجنادب والنحل وحتى النمل كطعم لإصطياد أسماك السلمون المرقط في موسمها، على الرغم من أن العديد من الصيادين يعتقدون أن سمك السلمون المرقط أو السلمون والعديد من بطارخ أسماك المياه العذبة الأخرى، تعتبر طعم يفوق أي طعم آخر. في البحيرات الواقعة في مناطق التي يسودها المناخات الجنوبية مثل فلوريدا، الولايات المتحدة، تقوم الأسماك مثل أسماك الشمس بإقتيات وأكل طعم الخبز. طعم الخبز هو كمية صغيرة من الخبز، غالبًا ما يتم ترطيبها باللعاب أو الماء، ويتم تدويرها إلى حجم صغير شبيه بحجم السمكة الصغيرة.
إن معظم أنواع ديدان الأرض الشائعة، مثل (الإسم العلمي : Lumbricus terrestris) ، والتي يمكن العثور عليها عند الحفر في الحديقة غالبًا، تعتبر مناسبة بشكل كبير لصيد الأسماك في المياه العذبة. ومع ذلك، على المستوى التجاري، لا تصنف هذه الديدان كمرشحة حقًا لزراعة (تربية) الديدان لإنتاج وتوفير طعم لصيد الأسماك. ديدان الأرض الشائعة التي لونها بني مع ضرب من اللون الرمادي هي عبارة عن ديدان التي تحفر عميقا (anecic) ولا تتكاثر بسهولة في صناديق مزارع الديدان التي تحوي تربة ضحلة. تعتبر ديدان السماد الأحمر، مثل الدودة الحمراء المعروفة جيدًا أو الزاحف الأوروبي، مرشحين أفضل في مجال زراعة (تربية)، لأنها epigeic (معنى المصطلح: فوق سطح الأرض) أو أي أنها تسكن فوق سطح الأرض. هذا هو السبب في أن الديدان الحمراء عادة ما تكون متاحة تجاريًا كديدان طعم. يقع مسكنها الطبيعي تحت السطح مباشرة، في الأوراق المتعفنة وأكوام الروث وغيرها من فضلات النباتات. وهي آكلات حتات (تأكل البقايا-'النفايات').
الزاحف الأوروبي، وهي أنواع أكبر حجما، تعتبر مطلوبة كثيرًا لإستعمالها كطعم للصيد، وذلك لأنها تتحمل المياه الباردة التي تكون درجة حرارتها قريبة من درجة التجمد، وهي واحدة من أنواع ديدان الأرض القليلة التي تعتبر مناسبة لصيد الأسماك في المياه المالحة. يمكن أن تنمو هذه الديدان لطول يصل حتى حوالي 7 بوصات (18 سم)، ولكن عادة ما يكون طولها ما بين 3 و 4 بوصات (7-10سم). كما ويعرض مزارعوا الديدان (الذين يربون الديدان بصورة تجارية) أنواعًا أخرى من الديدان لإستعمالها كطعم، اعتمادًا على ما إذا كانت متوفرة ومتاحة، وذلك يعتمد عادةً على الظروف المناخية السائدة.

### انتشار الأمراض
إن صيد أسماك الطعم (أسماك مخطط إستعمالها كطعم لصيد أسماك أخرى) ونقلها واستزراعها (تربيتها)، يمكن أن ينشر مخلوقات وكائنات الحية مدمرة بين الأنظمة البيئية، مما يعرضها للتهديد والخطر. في عام 2007، سنت العديد من الولايات الأمريكية أنظمة وقوانين ونقاط إتباع تهدف إلى إبطاء انتشار أمراض الأسماك، وتشمل هذه الأمراض، إنتان 'تعفن الدم' النزيفي الفيروسي، الذي ينتشر بواسطة أسماك الطعم. بسبب خطر نقل وتفشي ميخوط دماغي ، لا ينبغي استخدام السلمون المرقط والسلمون كطعم.
قد يزيد الصيادون من احتمال حدوث تلوث عن طريق إفراغ دلاء الطعم في أماكن الصيد والحصول على الطعم أو إستخدامه بشكل غير صحيح. يمكن أن يؤدي نقل الأسماك من مكان إلى آخر إلى خرق القانون والتسبب في إستقدام الأسماك الغريبة إلى نظام بيئي معين.

## صور أنواع طعم طبيعية

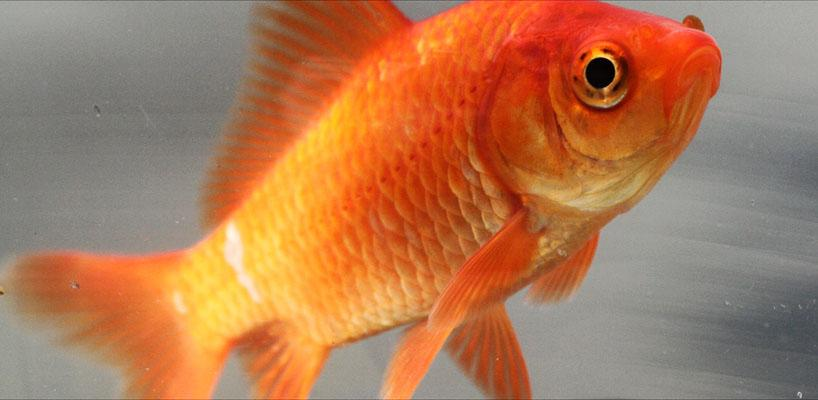
أسماك تستعمل أسماك طعم (سمك ذهبي شائع)
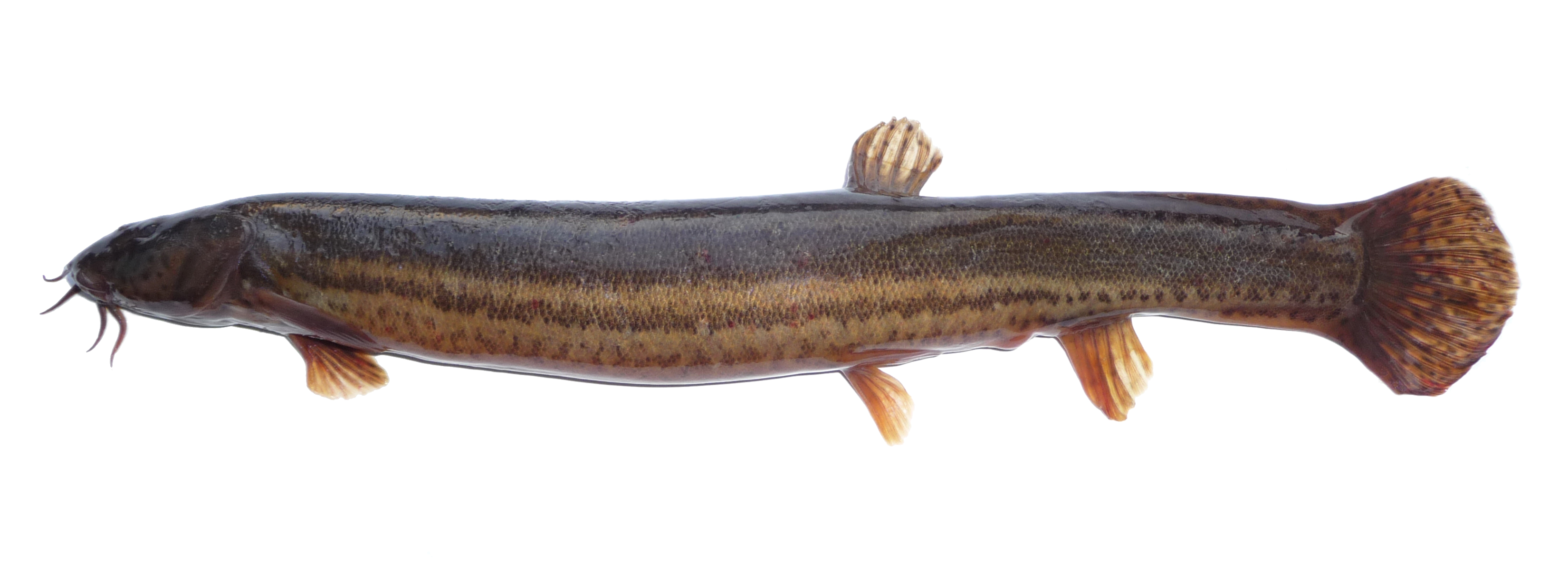
سمكة تستعمل طعمًا (لوتش من نوع - الإسم العلمي : Misgurnus fossilis)
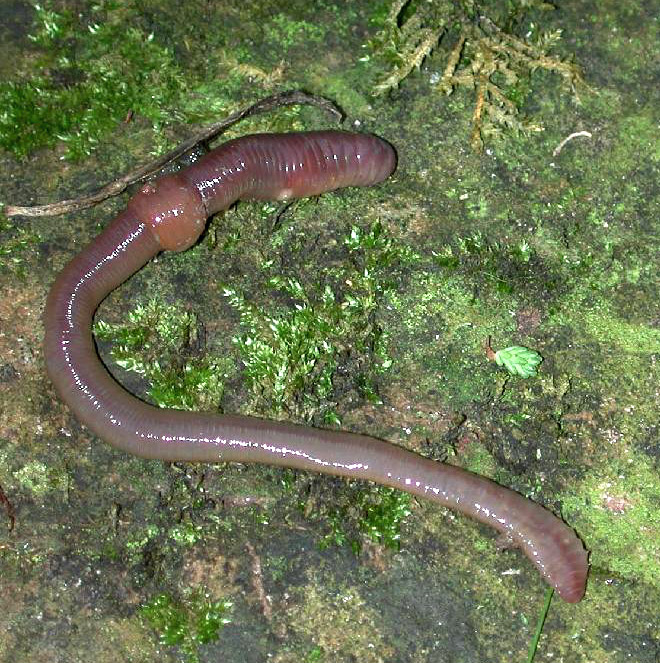
دودة الأرض الشائعة
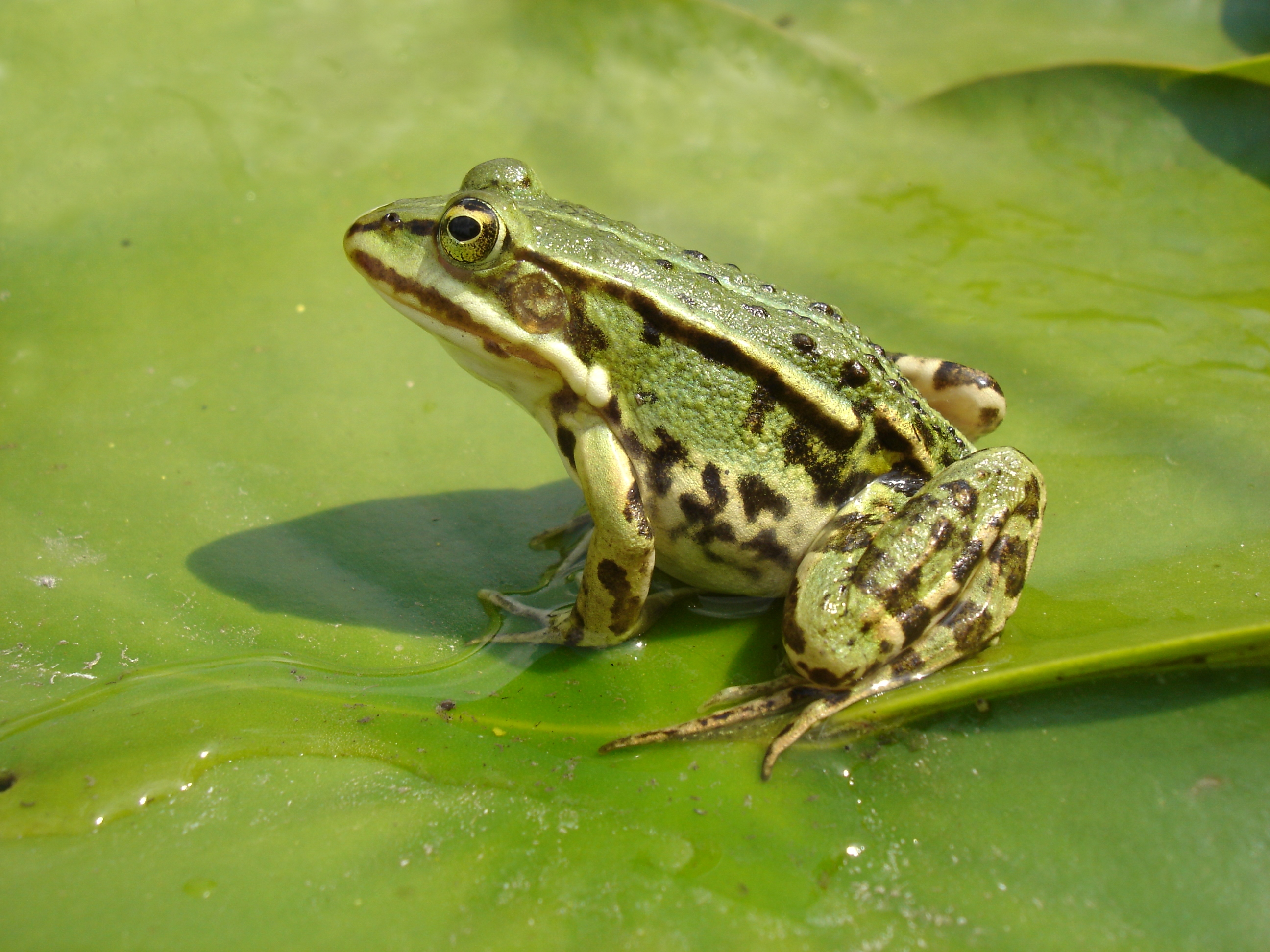
ضفدع
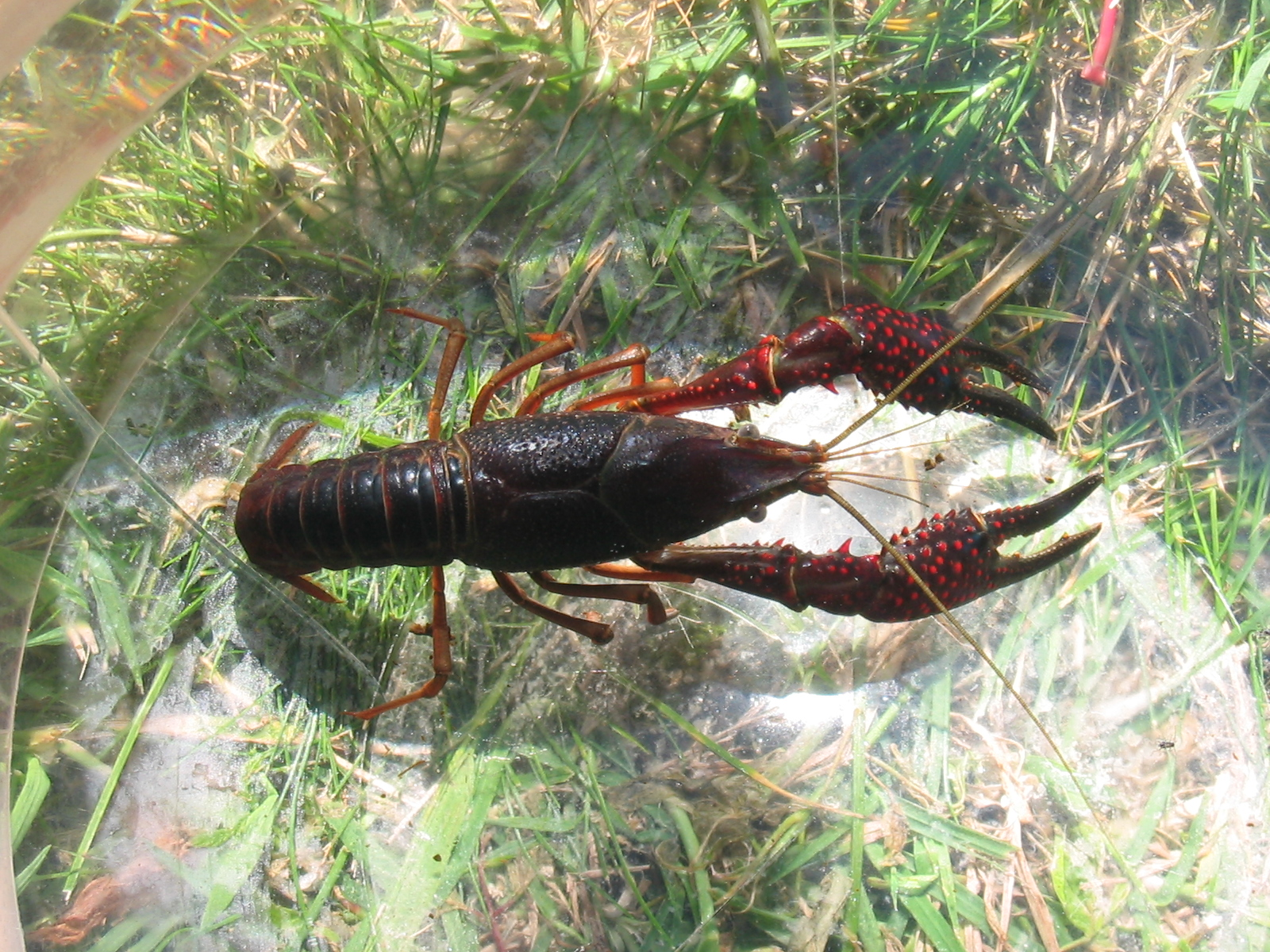
عادة ما يتم بيع جراد المياه العذبة واستخدامه طعمًا ، إما حي أو بإستخدام لحم ذيله فقط ، وهو جيد في جذب أسماك سلور القناة  [لغات أخرى]‏ ، وباس الفم الكبير  [لغات أخرى]‏ ، وكراكي رمحي ، كراكي مسقلنج  [لغات أخرى]‏.
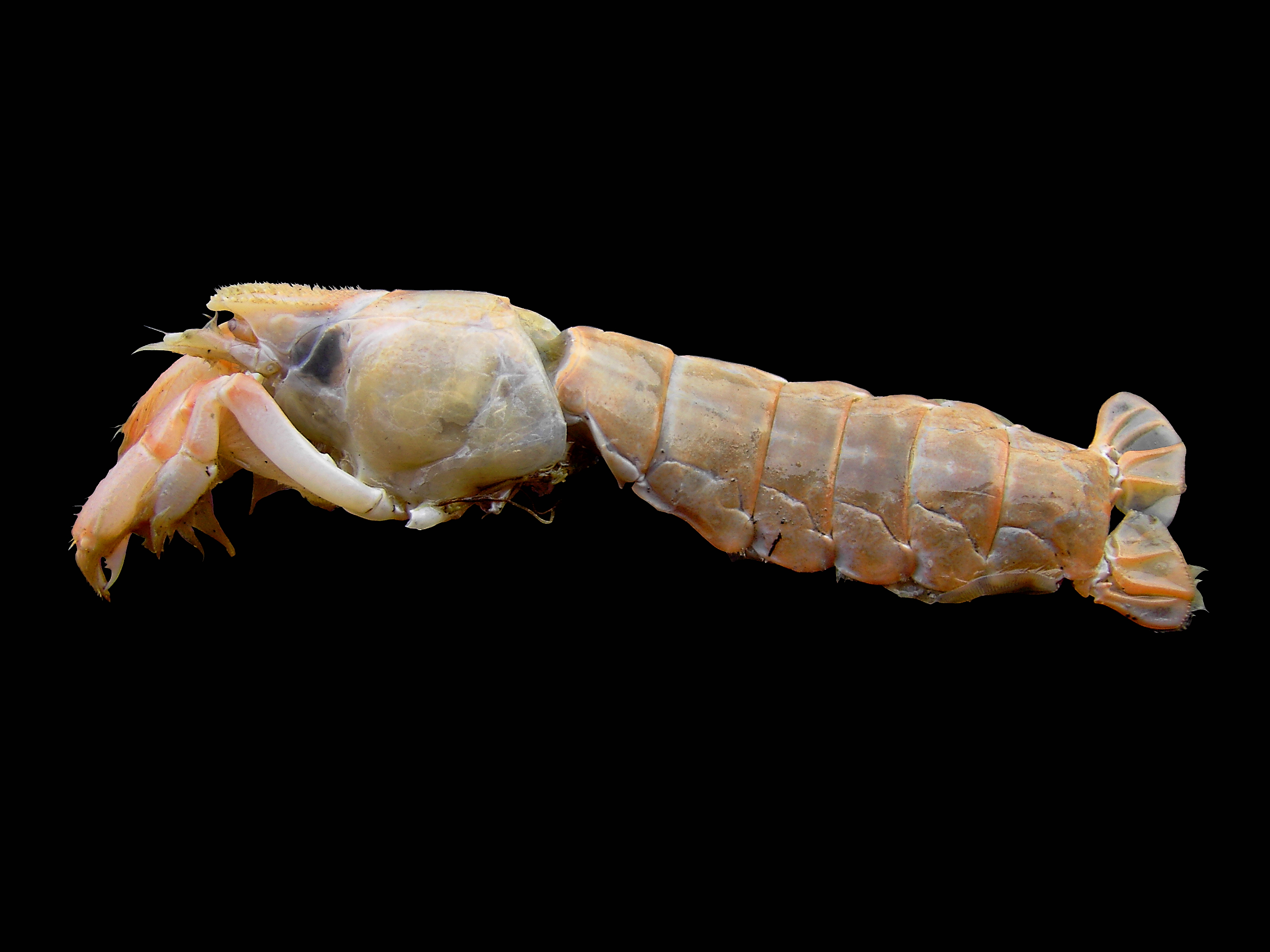
كركند الطين (جراد البحر الطيني)
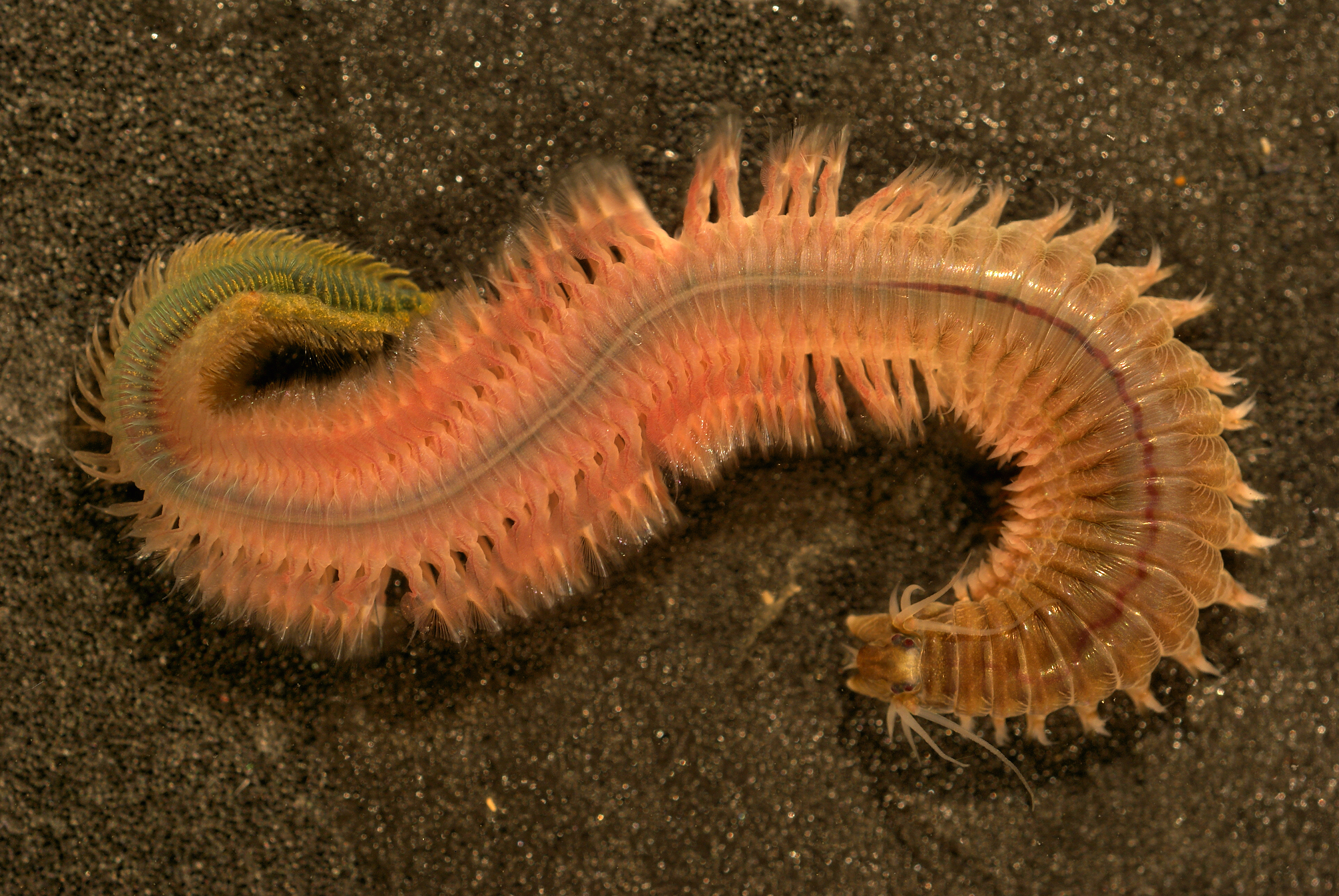
دودة زلفية (دودة محار ملزمي)
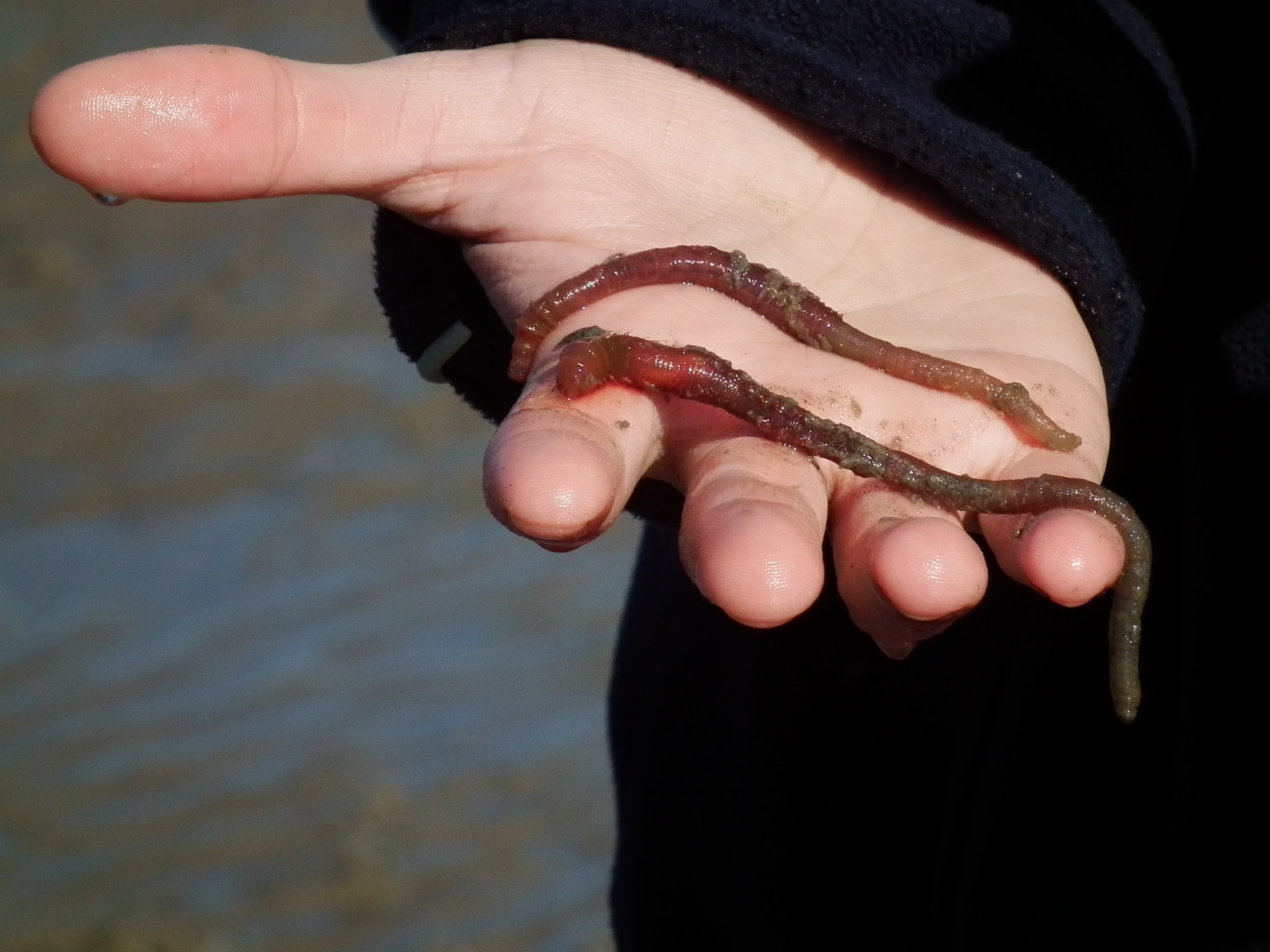
دودة الطين الرملية (الدودة الرملية)

## روابط خارجية
- طعم الصيد شائع الاستخدام في المملكة المتحدة